# Takashi Miki (biolog)
Takashi Miki – japoński biolog, doktor habilitowany nauk biologicznych. 

## Życiorys
W roku 2020 ukończył studia wyższe na Wydziale Inżynierii Mechanicznej Kyoto University, wykonując pracę magisterską pt. Single molecule imaging of DNA polymerase β sliding along DNA (promotorem był prof. Masao Washizu). W 2006 r. obronił rozprawę doktorską w dziedzinie nauk medycznych pt. Functional analysis of the RNA-binding protein Staufen2, którą wykonał pod kierunkiem prof. Yoshihiro Yonedy na Wydziale Biologii Komórki i Neurologii Uniwersytetu Osakijskiego. Staże podoktorskie odbył w grupie prof. Shuha Narumiyi na Kyoto University (2006–2010) i w grupie prof. Helge Großhans (2011–2017) w Friedrich Miescher Institute for Biomedical Research w Bazylei. W 2018 r. rozpoczął pracę na stanowisku adiunkta w Instytucie Chemii Bioorganicznej PAN w Poznaniu, w laboratorium prof. Rafała Cioska. W 2019 r. objął w IChB PAN kierownictwo własnego Zakładu Biologii Rozwoju; w tymże roku na Wydział Biologii UAM nadał mu stopień doktora habilitowanego nauk biologicznych na podstawie pracy pt. Role rozwojowe i mechanizmy regulacyjne rybonukleazy XRN2. W IChB PAN uzyskał stanowisko profesora instytutu; pracował w tym instytucie do 2023 r.